# Porta Nigra

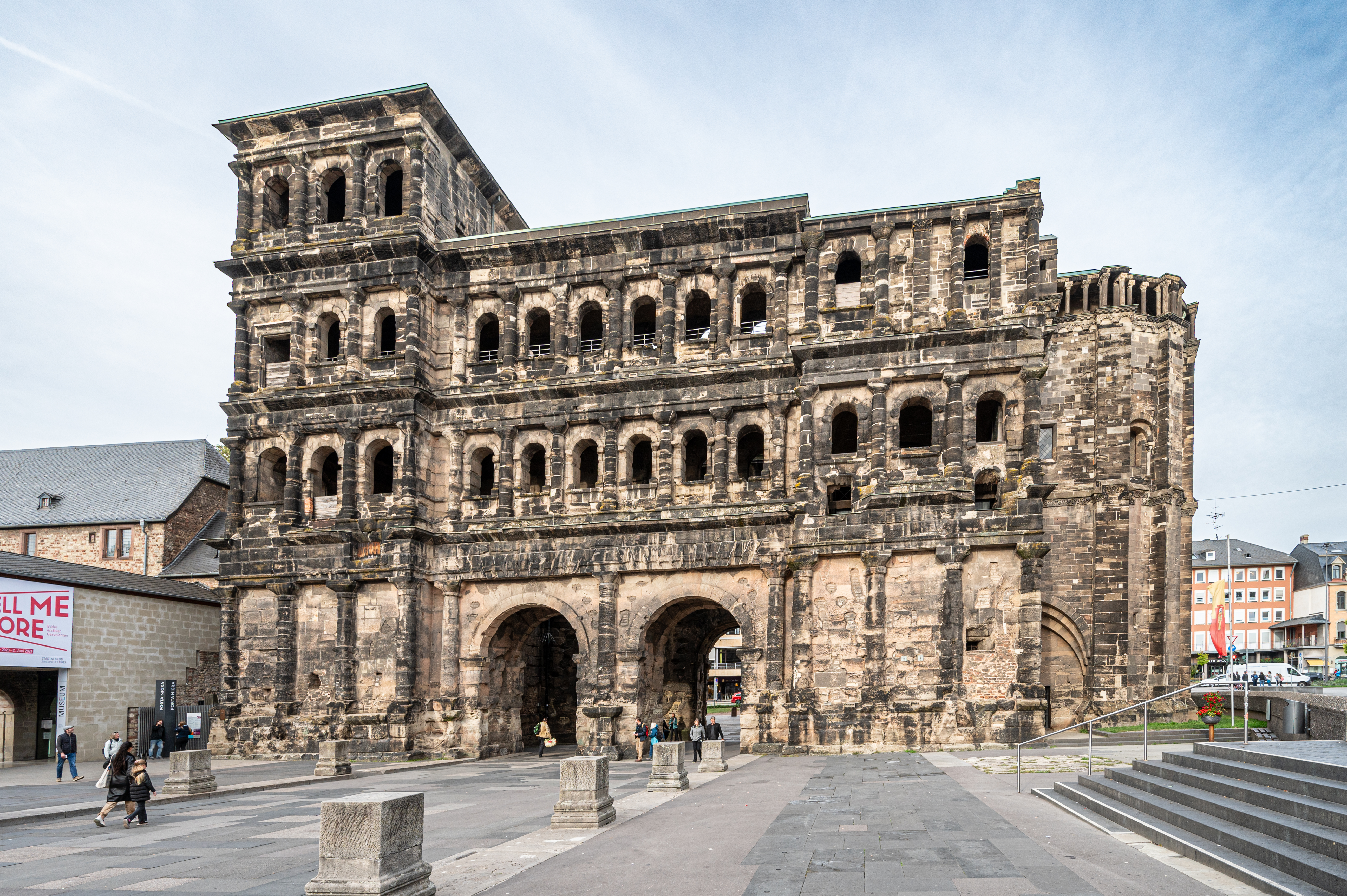
Stadtseite

Die Porta Nigra (lateinisch für „Schwarzes Tor“), früher auch Porta Martis und Römertor genannt, ist ein ab 170 n. Chr. errichtetes früheres römisches Stadttor am Porta-Nigra-Platz und Wahrzeichen der Stadt Trier. Der Name Porta Nigra stammt aus dem Mittelalter. Die Einwohner Triers bezeichnen das Tor meist nur als „Porta“.
Das Tor war ursprünglich 36 Meter lang, 21,50 Meter breit und 29,30 Meter hoch.
Seit 1986 ist die Porta Nigra Teil des UNESCO-Welterbes in Trier. Des Weiteren ist sie ein geschütztes Kulturgut nach der Haager Konvention. Die Porta Nigra ist das besterhaltene römische Stadttor Deutschlands.

## Geschichte

### Errichtung

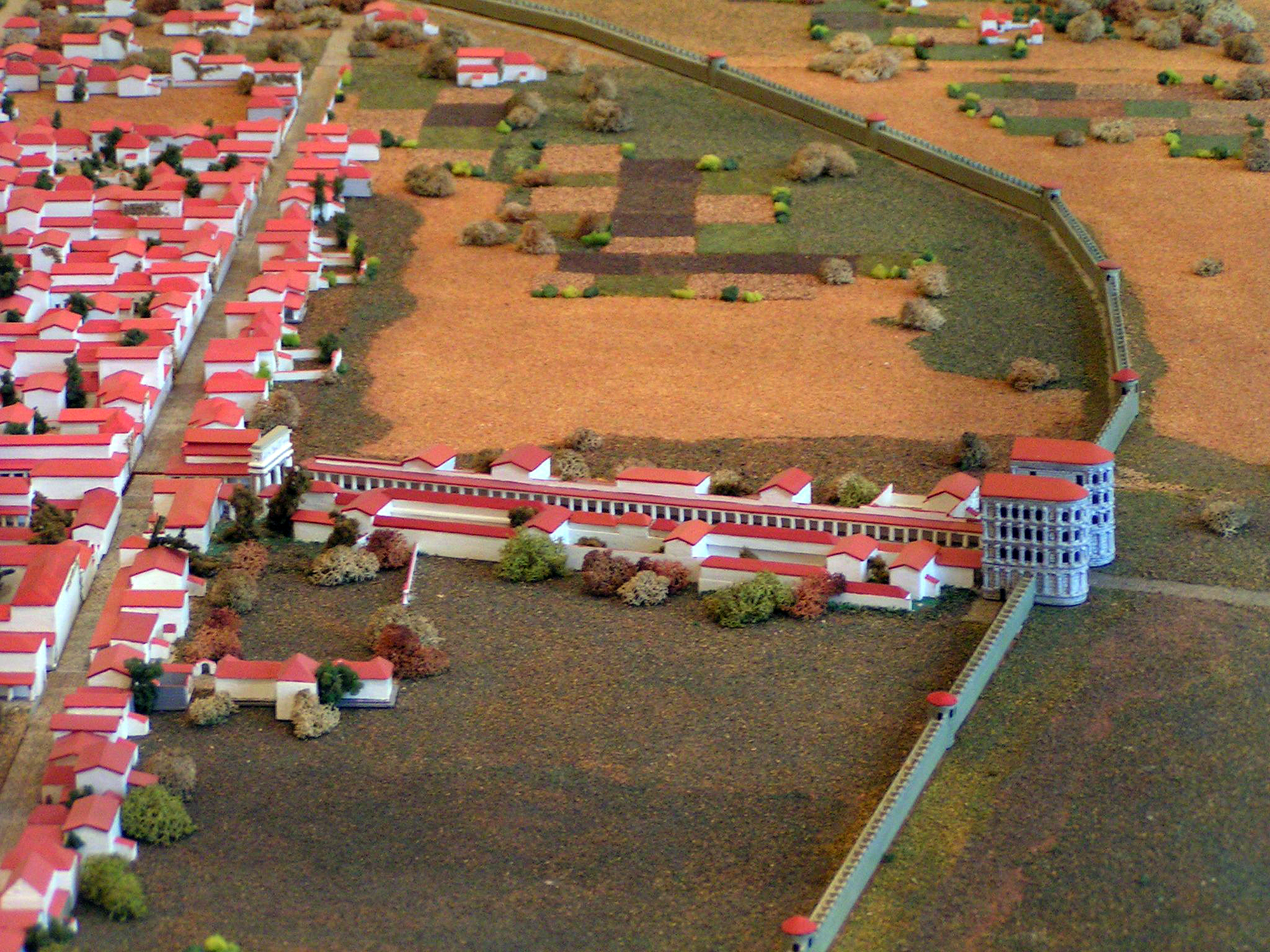
Modell der Porta Nigra zur Römerzeit, ca. 4. Jahrhundert

Der Bau des Stadttores als nördlicher Zugang zur Stadt Augusta Treverorum (Augustus-Stadt im Land der Treverer) begann 170 n. Chr. Die Datierung des Tores war lange umstritten und reichte vom 2. bis zum 4. Jahrhundert n. Chr. Im Januar 2018 konnte der Baubeginn aufgrund einer dendrochronologischen Untersuchung von Holzresten der Stadtmauer auf das Jahr 170 n. Chr. festgeschrieben werden, da dieses Holz aus Bäumen stammte, die 169/170 gefällt worden waren.
An verschiedenen Stellen finden sich in die Steine eingemeißelte Zeichen, von denen etliche auf dem Kopf stehen. Es handelt sich wohl um Steinmetzzeichen, die den Bau des Tores rekonstruieren helfen. Die Zeichen im Westturm enthalten Tagesangaben, aber ohne Jahre, so dass eine absolute Datierung der Porta Nigra auf diese Weise nicht möglich ist. Über die Marken lässt sich aber die Zeit, die der Bau des Tores beanspruchte, abschätzen, da sie mehrere durchlaufende und übereinander liegende Quader kennzeichneten. Werden diese Zeitangaben auf das gesamte Bauwerk hochgerechnet und eine meist übliche Unterteilung in Baulose berücksichtigt – und der Winter als Bauzeit ausgeschlossen –, so ist die Porta Nigra innerhalb von zwei bis vier Jahren als Rohbau fertiggestellt worden.
Endgültig fertiggestellt wurde der unter Kaiser Mark Aurel begonnene Bau nie. Beispielsweise sind die Bohrungen zur Aufnahme der Türangeln der Tore schon vorgefertigt worden. In die Drehachse der Tore ragen aber immer noch die Bossen der nicht fertig bearbeiteten Quader, so dass ein bewegliches Tor wohl niemals hätte eingebaut werden können. Auch für das ungeübte Auge macht die Porta Nigra einen unfertigen Eindruck, so sind etwa die auf der Fassade der Landseite vorgelagerten Halbsäulen im rohen Zustand belassen worden. Die Löcher, die mittelalterliche Metallräuber hinterließen, als sie die beim Bau verwendeten Eisenklammern und Bleivergüsse zur Wiederverwendung herausbrachen, verstärken diesen Eindruck noch. Insgesamt wurden für den Bau ca. 7.200 Steinquader verwendet, deren größte bis zu sechs Tonnen wiegen.
Historiker gingen früher oft davon aus, dass die Porta Nigra gleichzeitig mit der römischen Stadtmauer errichtet worden sei, als das nördliche Gallien im 3. Jahrhundert zunehmend durch germanische Angriffe bedroht war. Inzwischen ist (auch aufgrund der nun feststehenden Datierung ins 2. Jahrhundert) die Mehrheit der Forscher der Ansicht, das Tor sei ein repräsentatives Bauwerk gewesen, das in Friedenszeiten errichtet wurde, nicht primär Verteidigungszwecken dienen sollte und aufgrund finanzieller Engpässe unvollendet blieb.
Neben der Porta Nigra an der Nordseite der Stadt gab es noch die Porta Alba (Weißes Tor) an der Ostseite, Porta Media (Mitteltor) an der Südseite und die Porta Inclyta (Berühmtes Tor) an der Römerbrücke.

### Mittelalter

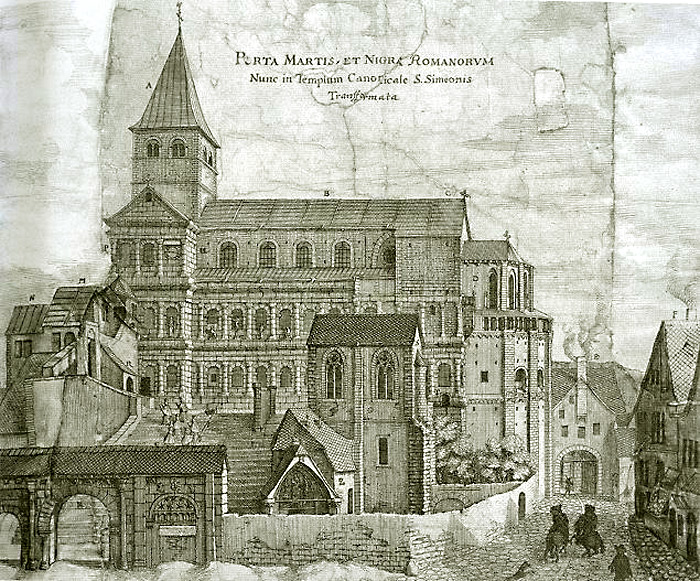
Porta Nigra als Simeonskirche, Stich von Caspar Merian, 1670

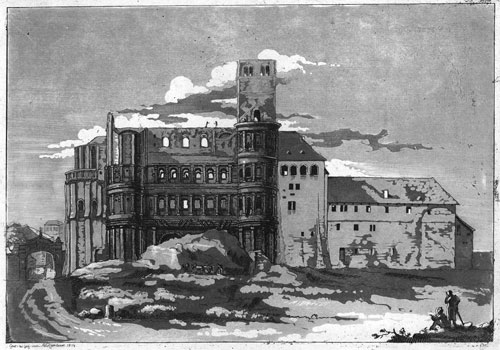
Porta Nigra mit Simeonstor während des Abbruchs der Doppelkirche

Der aus Sizilien stammende byzantinische Mönch Simeon ließ sich nach 1028 in dem Gebäude als Einsiedler nieder. Angeblich hatte er sich dort einmauern lassen. Nach seinem Tod 1035 wurde er im Erdgeschoss bestattet. Der Trierer Erzbischof Poppo erwirkte noch im selben Jahr seine Heiligsprechung durch den Papst. Dem Heiligen zu Ehren errichtete er das Simeonstift und baute das Tor zur Doppelkirche um, in deren Unterkapelle Simeon bestattet war. Die erhaltenen Stiftsgebäude gehen zum Teil auf das Jahr 1040 zurück. Es wurden zwei übereinander liegende Kirchenräume angelegt, von denen heute noch eine Apsis zu sehen ist. Der Orgelraum der Oberkirche am Westturm ist noch deutlich erkennbar. Da man für die Kirchennutzung nur einen Turm benötigte, wurde der zweite Turmaufbau der Porta Nigra abgerissen. Dies stellt die einzige bis heute sichtbare gravierende Änderung an der Bausubstanz dar. Letztlich ist dem Umbau zu einer Kirche wohl die Erhaltung des Gebäudes zu verdanken, da es so nicht, wie andere römische Bauten (bzw. Ruinen der Stadt), zur Gewinnung von Baumaterial abgebrochen wurde.

Die eigentlichen Stadttore der Porta Nigra waren zugeschüttet worden, und die Nutzer gelangten über eine Freitreppe direkt in das heute erste Stockwerk des Gebäudes. Die Funktion des Stadttors übernahm das Simeonstor, das direkt im Osten an die Porta Nigra anschloss. Dieses im Vergleich zur Porta kleine Tor wurde durch den 1389 erbauten hohen Befestigungsturm, den Ramsdonkturm, geschützt.

### Neuzeit

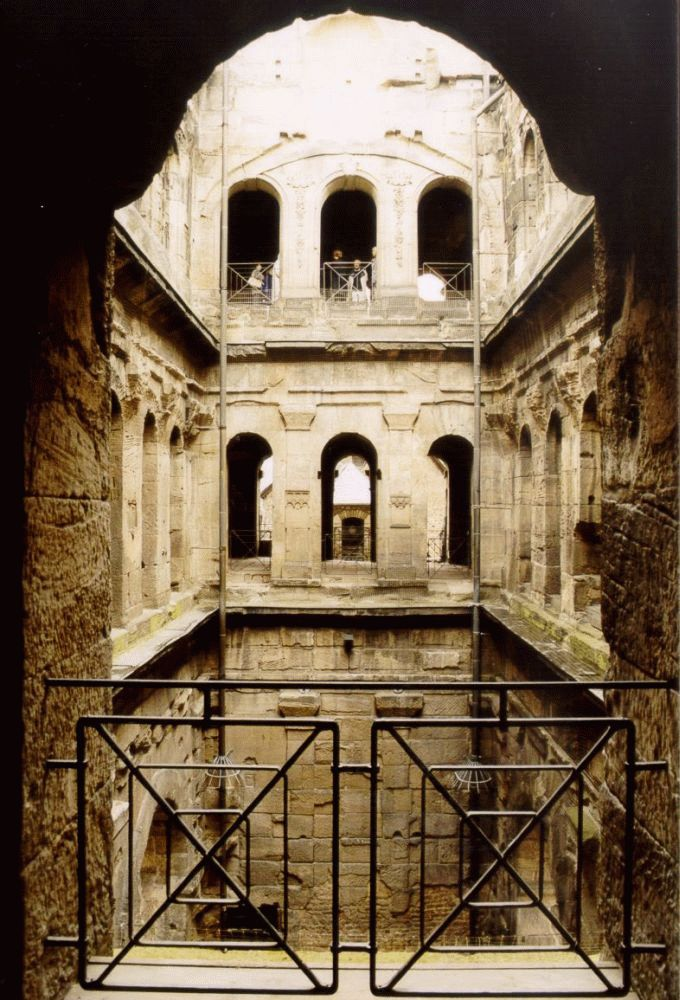
Innenansicht

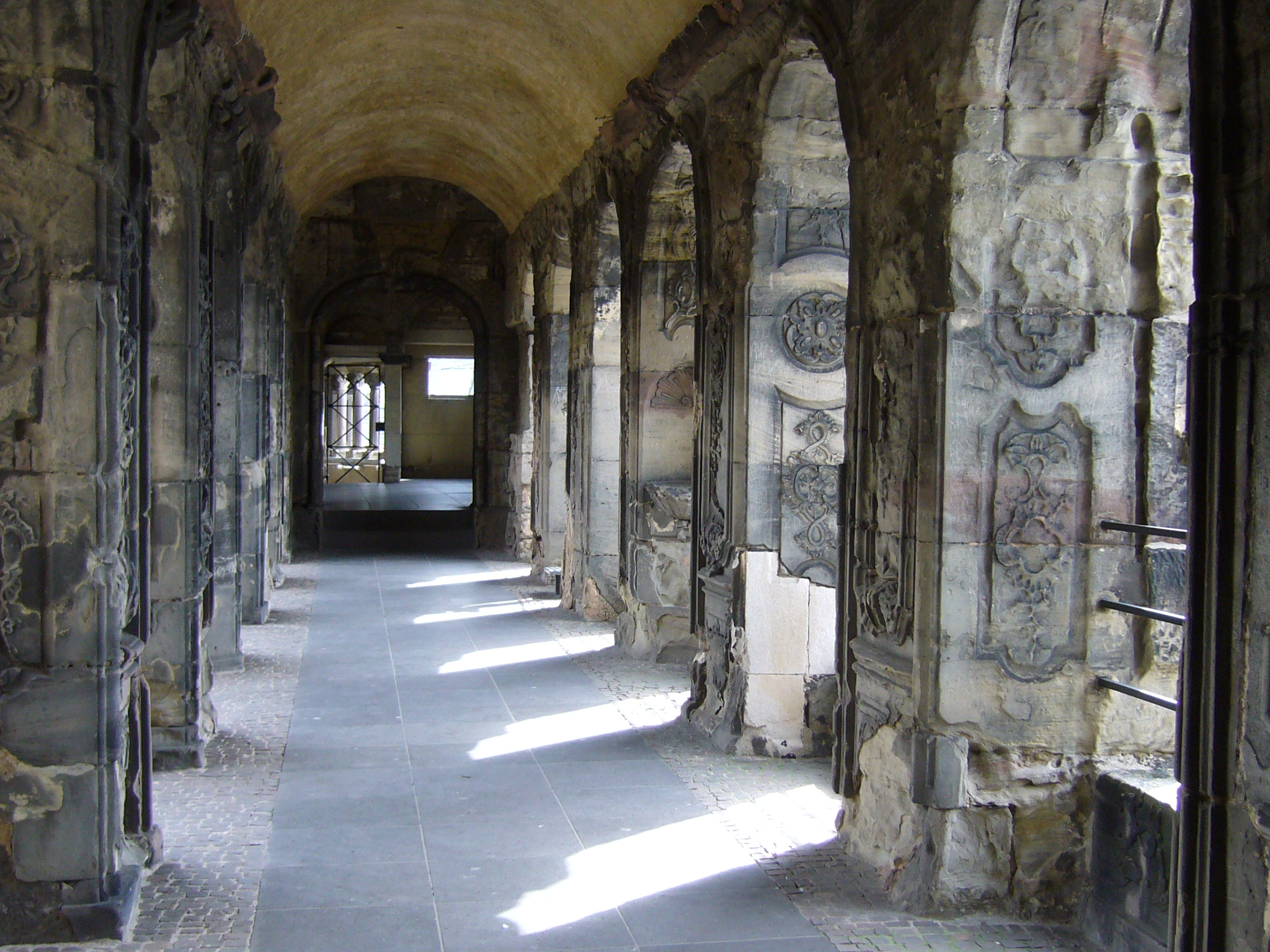
Pfeilerhalle

Mitte des 18. Jahrhunderts wurde das neben der Kirche gelegene mittelalterliche Simeonstor nach einem Entwurf von Balthasar Neumann umgestaltet. In der zweiten Jahrhunderthälfte meißelten Steinmetze in der damaligen Oberkirche barocke Ornamente und Reliefs aus dem römischen Sandstein heraus, die noch heute erhalten sind.
Die Kirche und das Stift ließ Napoleon Bonaparte 1802 aufheben. Bei seinem Besuch in Trier im Oktober 1804 verfügte er den Rückbau der kirchlichen Anbauten. Von 1804 bis 1809 wurde das mittelalterliche Gebäude ausgekernt. Die Preußen vollendeten 1816/17 die Abbrucharbeiten, so dass seitdem wieder das römische Tor zu sehen ist. Lediglich den unteren Teil der mittelalterlichen Apsis ließ man aus denkmalpflegerischen Gründen stehen. Nach dem Abschluss der Arbeiten diente das Bauwerk als Triers erstes Antikenmuseum. Im Jahr 1822 wurden Torflügel eingesetzt und die Porta als Stadttor am 22. Mai 1822 eröffnet. Die Mahl- und Schlachtsteuer, für die die Stadttore vor allem noch nötig waren, wurde allerdings weiter im Simeonstor erhoben. Ebenfalls 1822 beschloss der Trierer Stadtrat, das neugewonnene Stadttor Wilhelmstor zu nennen. König Friedrich Wilhelm III. selbst schlug aber in einer Antwort Anfang 1823 die Bezeichnung römisches Tor vor. Es erhielt dann die Bezeichnung Römertor. Ab 1875/76 ließ die Stadtverwaltung den größten Teil der Stadtmauer und alle mittelalterlichen Stadttore abreißen, darunter auch das Simeonstor.
Während des Zweiten Weltkriegs erlitt die Porta Nigra leichte Beschädigungen.
1986 wurde das Tor zusammen mit anderen römischen Kulturdenkmälern in Trier und Umgebung von der UNESCO in die Liste des Welterbes aufgenommen.
Seit 2005 wird die Geschichte der Porta Nigra im Rahmen der römischen Erlebnisführung Das Geheimnis der Porta Nigra durch einen Schauspieler in der Paraderüstung eines Centurio interpretiert, der den Gästen das römische Trier vor 1800 Jahren zeigt.

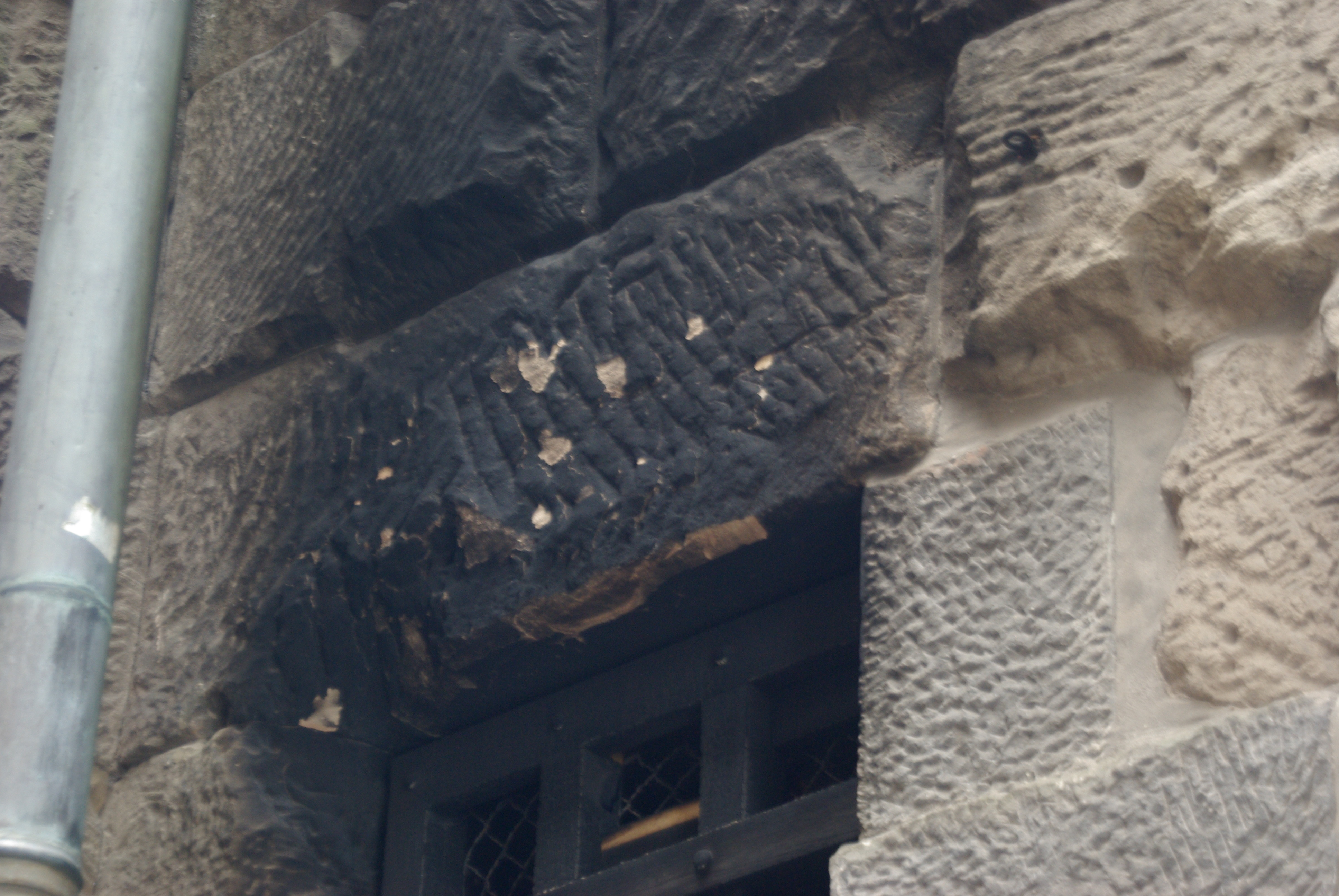
Brandabplatzungen an der Porta Nigra (2014)

Am 27. Januar 2014 kam es zu einem Brand im Ostturm, nachdem zwei Dreizehnjährige einen Feuerwerkskörper von außen in ein Turmfenster geworfen hatten und sich ein Vorhang für eine Erlebnisführung entzündete. Durch die Hitzeentwicklung kam es zu handtellergroßen Abplatzungen an einem Sandsteinquader.

## Bezeichnung
Der seit dem Mittelalter bezeugte Name Porta Nigra ist wohl von der dunklen Färbung abgeleitet, die durch die Verwitterung des Kordeler Sandsteins entstand. Erstmals erwähnt ist die Bezeichnung in den Gesta Treverorum aus dem 12. Jahrhundert. Der Abschnitt lautet in deutscher Übersetzung: „Sie (die Treverer) nannten es Marstor nach Mars, den sie als Gott des Krieges ansahen; wenn sie auszogen zum Krieg, marschierten sie zu diesem Tor hinaus. Schwarzes Tor aber wurde es genannt wegen der Trauer, in der sie, wenn sie aus dem Feld flohen, durch es zurückkehrten“. Dabei ging der mittelalterliche Autor davon aus, dass Trier im Jahr 203 v. Chr. von den Treverern erbaut worden sei, obwohl die Stadt tatsächlich erst um 16 v. Chr. von den Römern gegründet wurde. Die Begründung für den Namen des Tors, die der mittelalterliche Autor liefert, entspringt aller Wahrscheinlichkeit nur der Phantasie. Die Bezeichnung Porta Martis (Marstor) findet sich ebenfalls erstmals in diesem Text und wurde im Mittelalter alternativ gebraucht.

## Museum

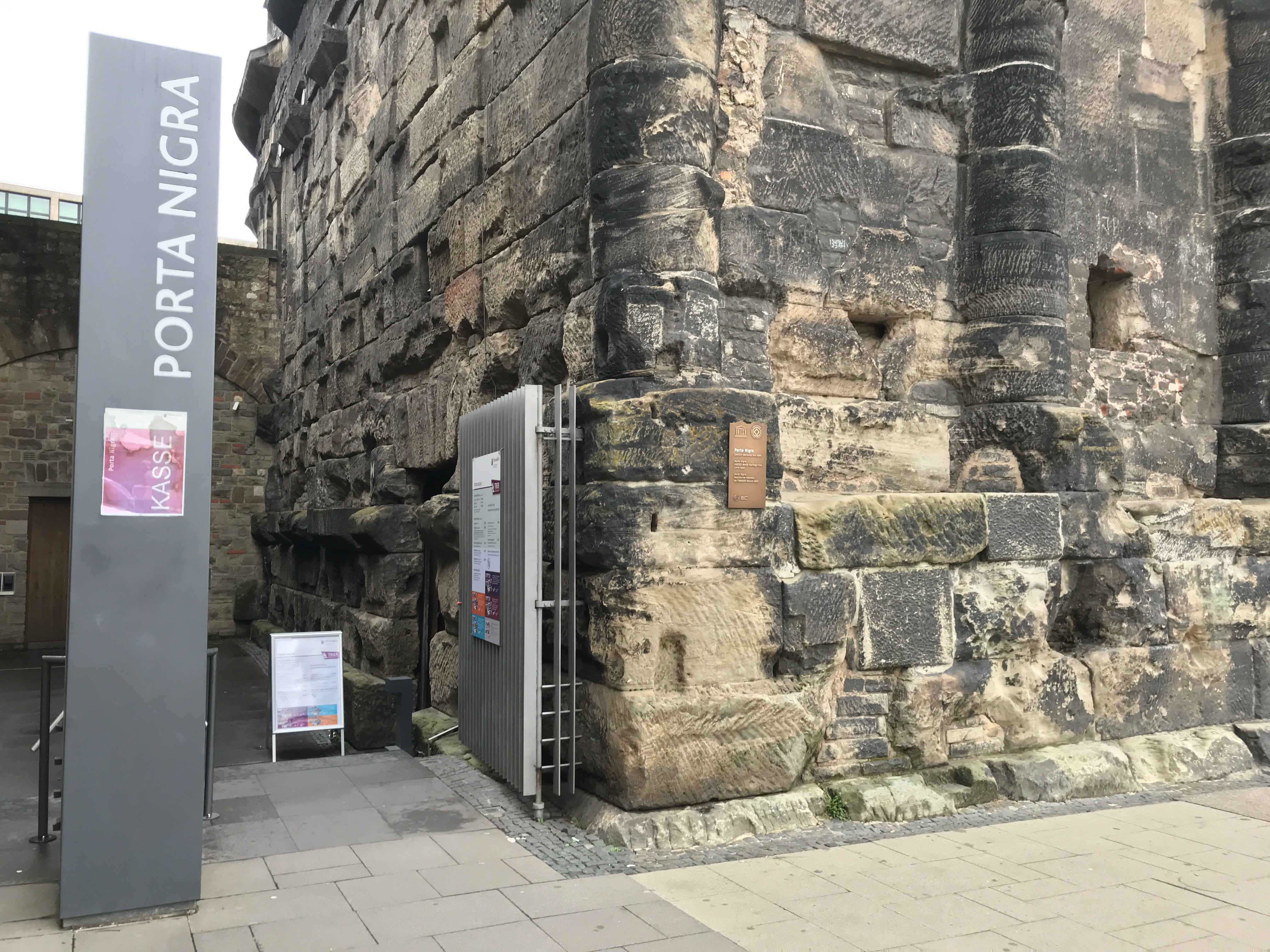
Eingang Museum und Ausblick, Stand 2022

Zwischen Stadtmuseum Simeonstift Trier und Porta Nigra befindet sich der Eingang zum Museum inklusive Ausblick.

## Rezeption
Im Jahre 1921 wurde die Porta Nigra auf einem Notgeldschein der Stadt Trier abgebildet. 1940 erschien sie erstmals auf einer Briefmarke des Deutschen Reiches. In den Jahren 1947 und 1948 gab es je eine Briefmarke mit der Porta Nigra als Motiv in Rheinland-Pfalz. Eine Sonderbriefmarke der Deutschen Bundespost mit einem Wert von 80 Pfennig erschien anlässlich der 2000-Jahr-Feier von Trier im Jahre 1984. Im Jahre 2002 kam dann eine neue 1-Euro-Dauerbriefmarke der Briefmarkenserie Sehenswürdigkeiten mit Triers Wahrzeichen heraus. Am 3. Februar 2017 erhielt eine 2-Euro-Gedenkmünze im Rahmen der Bundesländer-Serie aus Anlass der Bundesratspräsidentschaft des Landes Rheinland-Pfalz die Porta Nigra als Motiv (Auflagenhöhe 30 Mio. Stück).
Der Trierer Architekt Peter Marx kopierte in leicht abgewandelter Form die romanische Apsis der Porta Nigra an den Querhausapsiden des neoromanischen Saardomes.

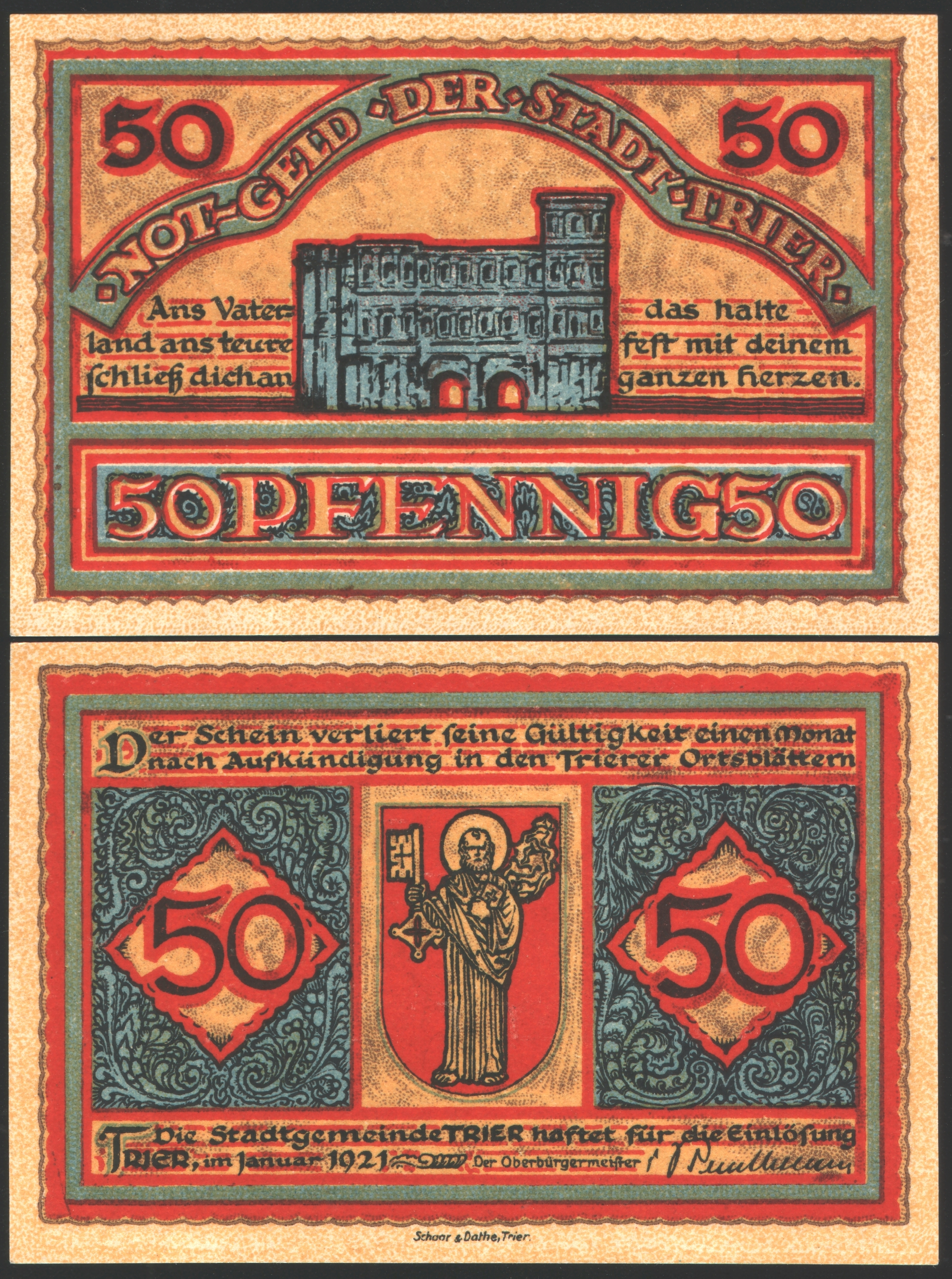
1921
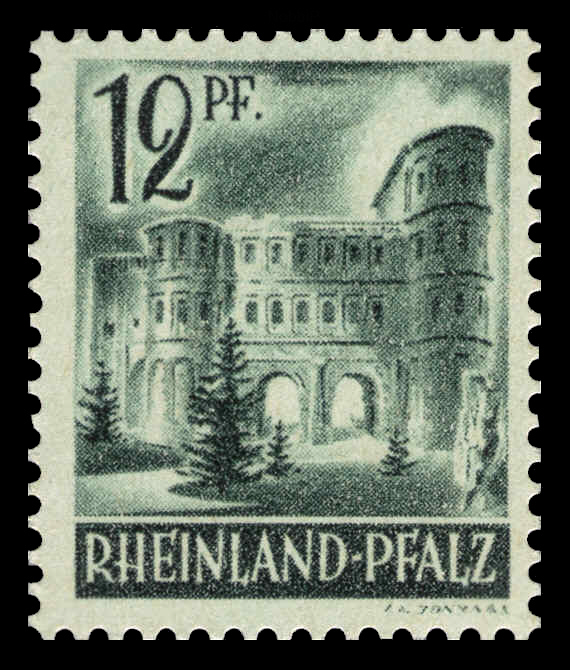
1947
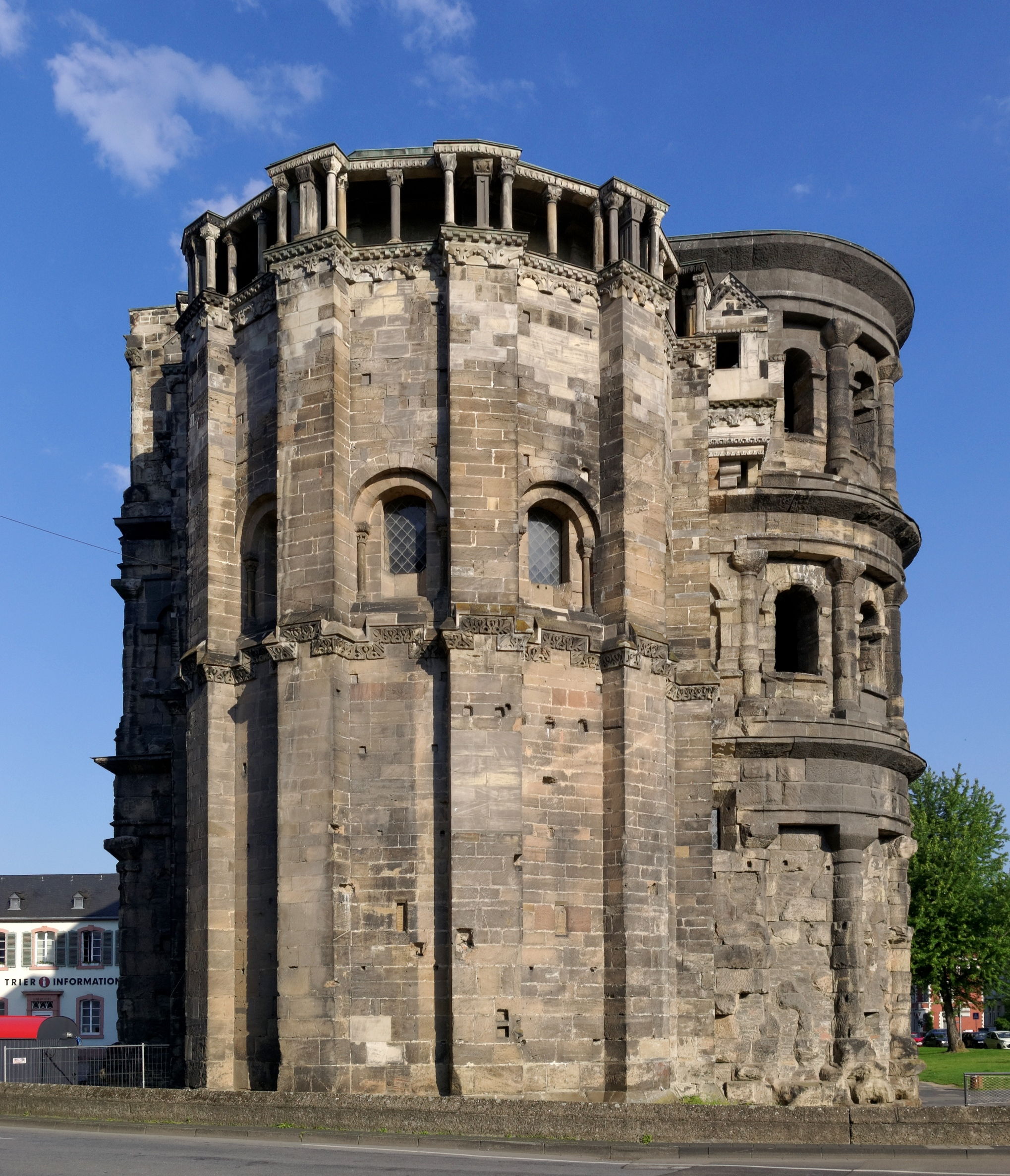
Trier, Porta Nigra, Apsis, Vorbild für das Querschiff des Saardomes

| Das Logo des Fußballvereins Eintracht Trier zeigt ebenfalls ein Bild der Porta Nigra als Wappenkrone.                           |                                |
| Im ehemaligen Wappen des Landeskommandos Rheinland-Pfalz der Bundeswehr (bis 2021) ist eine Abbildung der Porta Nigra zu sehen. | Landeskommando Rheinland-Pfalz |

„In Trier verdienen das schöne Grabmahl der Sekundinen, die römische porta nigra, welche der Aberglaube leider! verstümmelt hat, und mehrere Ueberbleibsel von römischen Gebäuden, die Göthe, nachdem er schon Italien gesehen hatte, sehr merkwürdig fand, die Aufmerksamkeit jedes gebildeten Reisenden.“